# Eschenbach (Sankt Gallen)
Eschenbach és un municipi del cantó de Sankt Gallen (Suïssa), situat al districte de See-Gaster.